# Peter Christian
Peter Martin Christian (ur. 16 października 1947 roku na wyspie Pohnpei) – polityk mikronezyjski. Prezydent Mikronezji od 11 maja 2015 do 11 maja 2019. W latach 2003–2007 był przewodniczącym Kongresu.